# Ottica atomica
L'ottica atomica è la branca della fisica che tratta fasci di atomi freddi in moto lento, un caso particolare di fasci di particelle.
Come un fascio ottico, i fasci atomici possono essere soggetti a fenomeni di diffrazione e interferenza e possono essere focalizzati con le lamine a zona di Fresnel o uno specchio atomico concavo.
Molti gruppi scientifici lavorano in questo campo.